# Championnat d'Océanie féminin de rugby à XV 2025
Navigation
2024
Le championnat d'Océanie féminin de rugby à XV 2025 est la septième édition de la compétition organisée par Oceania Rugby. Tous les matchs ont lieu à Sigatoka, aux Fidji qui n'a plus organisé la compétition depuis 2019.

## Format
Le championnat est disputé sous la forme d'un tournoi toutes rondes : les équipes s'affrontent une fois, chaque équipe dispute donc deux matchs. Tous les matchs sont joués au Lawaqa Park de Sigatoka.
La compétition se déroule sans la Papouasie-Nouvelle-Guinée dont la fédération est suspendue par Oceania Rugby à la suite des nombreux dysfonctionnements relevés au cours de l'année 2024. Parmi ceux-ci, le retard de l'équipe féminine lors de l'édition précédente, qui a contraint à l'annulation d'une rencontre.

## Classement et résultats
| Rang | Pays  | J | V | N | D | Bo | Bd | Pm | Pe  | Diff | Pts |
| ---- | ----- | - | - | - | - | -- | -- | -- | --- | ---- | --- |
| 1    | Fidji | 2 | 2 | 0 | 0 | 2  | 0  | 83 | 25  | +58  | 10  |
| 2    | Samoa | 2 | 1 | 0 | 1 | 2  | 1  | 84 | 38  | +46  | 7   |
| 3    | Tonga | 2 | 0 | 0 | 2 | 0  | 0  | 19 | 123 | -104 | 0   |

| 1re journée 6 juin 2025 | Fidji Bo. | 59 - 5 (30 - 0) | Tonga                                                       | Lawaqa Park, Sigatoka Arbitre : Hibiki Ikeda |
| 1re journée 6 juin 2025 | Essai(s) : 11 Nakesa (2e), Vueti (8e), Senivutu (18e), Railumu (23e), Neihamu (30e, 40e+1, 55e), Adivitaloga (en) (44e), Vasuturaga (65e), Komaitai (74e), Nabuli (80e+2) Transformation(s) : 2 Vueti (56e, 75e) | Rapport         | Essai(s) : 1 Hingano (59e) Carton(s) jaune(s) : 1 Tai (80e) | Lawaqa Park, Sigatoka Arbitre : Hibiki Ikeda |
| 1re journée 6 juin 2025 | | Rapport         |                                                             | Lawaqa Park, Sigatoka Arbitre : Hibiki Ikeda |

| 2e journée 10 juin 2025 | Samoa Bo. | 64 - 14 (33 - 7) | Tonga | Lawaqa Park, Sigatoka Arbitre : Meresiana Savenaca |
| 2e journée 10 juin 2025 | Essai(s) : 10 Ah-Cheung (3e, 77e), Lasini (10e, 36e, 48e), Savelio (16e), Leaula (30e), Col Aumua (54e), de pénalité (58e), Falaniko (65e) Transformation(s) : 7 Vatau (4e, 11e, 17e, 31e, 55e), de pénalité (58e), Salale (66e) | Rapport          | Essai(s) : 2 Hingano (75e, Vuki (80e+1) Transformation(s) : 2 Napa'a (76e, 80e+2) Carton(s) jaune(s) : 2 Vuki (58e), Pangai (72e) | Lawaqa Park, Sigatoka Arbitre : Meresiana Savenaca |
| 2e journée 10 juin 2025 | | Rapport          | | Lawaqa Park, Sigatoka Arbitre : Meresiana Savenaca |

| 3e journée 14 juin 2025 | Fidji Bo. | 24 - 20 (17 - 5) | Samoa Bo., Bd. | Lawaqa Park, Sigatoka Arbitre : Hibiki Ikeda |
| 3e journée 14 juin 2025 | Essai(s) : 4 Tawake (en) (4e), Neihamu (38e), Tove (44e, 69e) Transformation(s) : 2 Tisolo (en) (39e), Kinita (70e) Carton(s) jaune(s) : 1 Stolz (23e) | Rapport          | Essai(s) : 4 Falaniko (30e, 54e), Fiafia (64e, 75e) Transformation(s) : 1 Vatau (64e) Carton(s) jaune(s) : 2 Ah-Cheung (3e), Taylor (72e) | Lawaqa Park, Sigatoka Arbitre : Hibiki Ikeda |
| 3e journée 14 juin 2025 | | Rapport          | | Lawaqa Park, Sigatoka Arbitre : Hibiki Ikeda |